# Verbița
Verbița è un comune della Romania di 1 439 abitanti, ubicato nel distretto di Dolj, nella regione storica dell'Oltenia.
Il comune è formato dall'unione di 2 villaggi: Verbicioara e Verbița.